# Amata seminigroides
Amata seminigroides är en fjärilsart som beskrevs av Hermann Stauder 1921. Amata seminigroides ingår i släktet Amata och familjen björnspinnare. Inga underarter finns listade i Catalogue of Life.